# Сражение при Жоншери
Сражение при Жоншери — перестрелка в деревне Жоншери, ставшая первым военным действием на Западном фронте во время Первой Мировой войны, произошедшим на границе Франции и Германии 2 августа 1914 года, за день до официального объявления войны.

## История
Около 6 часов утра лейтенант германской армии Альберт Майер и его небольшой кавалерийский патруль незаконно пересекли французскую границу. Они не встретили никакого сопротивления, так как французы перевели свои войска на 10 километров от границы, чтобы не провоцировать немцев в попытках избежать войны. Несколько раз патруль обменялся выстрелами с попавшими на их пути небольшими группами французской пехоты. В 9:50 Майер с саблей напал на французский караул, стоявший при входе в деревню Жоншери. Другие французские солдаты в это время завтракали в доме, в который вошла дочь хозяина с сообщением о появившихся пруссаках.
Около 10:00 утра французский капрал Пежо и его четверо товарищей отправились к месту инцидента. Во время обоюдной перестрелки были погибшие и раненые, один немецкий солдат пропал без вести. Майер был ранен в живот, но спустя несколько секунд был убит выстрелом в голову. Пежо тоже был смертельно ранен и умер в 10:37, когда его несли в дом.
Таким образом Жюль Пежо и Альберт Майер стали первыми жертвами со стороны Франции и Германии в Первой мировой войне.